# جنبش آزادی‌بخش خلق سودان

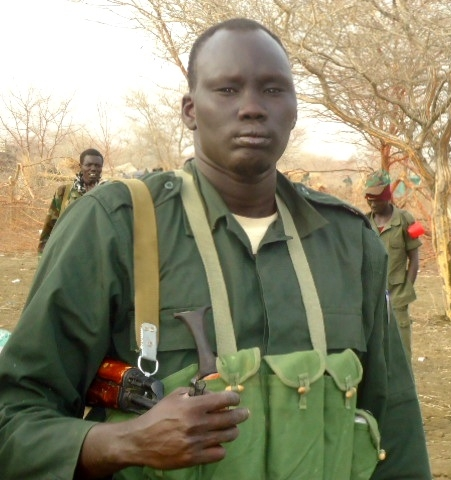
یکی از عناصر این جنبش

جنبش آزادی‌بخش خلق سودان (به عربی: الحرکة الشعبیة لتحریر السودان) نام یک گروه شبه‌نظامی و هم‌چنین حزب سیاسی در سودان جنوبی است. این گروه علیه دولت مرکزی سودان، از سال ۱۹۸۳ میلادی تا سال ۲۰۰۵ میلادی، دست به شورش و مبارزه مسلحانه زد و نقش اساسی در دومین جنگ داخلی سودان علیه دولت مرکزی آن کشور داشت.
جنبش آزادی‌بخش خلق سودان در فهرست «گروه‌های تروریستی» اتحادیه اروپا قرار ندارد.